# Dassault Falcon 50
Il Dassault Falcon 50, citato più precisamente come Dassault Bréguet Falcon 50, è un business jet trimotore a medio raggio prodotto dall'azienda francese Dassault Aviation dalla metà degli anni settanta ed uscito di produzione nel 2007.
Derivato dal precedente Falcon 20, il Falcon 50 ne conserva quasi interamente le caratteristiche costruttive con l'integrazione di un terzo motore installato in coda ed alimentato, tramite un condotto ad S, da una presa d'aria superiore posta davanti all'impennaggio.
È stato il primo aereo realizzato dalla Dassault ad essere dotato di una propulsione a tre motori a getto.
Il prototipo fece il suo primo volo il 4 settembre 1976. Il Dassault Falcon 50 è uscito di produzione nel 2007, con 352 esemplari costruiti e venduti.

## Storia
Negli anni settanta il mercato del trasporto civile leggero e business statunitense richiese un velivolo in grado di effettuare rotte a lungo raggio. La Dassault Aviation decise di sviluppare un modello da introdurre sul mercato internazionale che potesse soddisfare queste esigenze.

### Sviluppo
L'azienda francese iniziò lo sviluppo del Falcon 50 nel 1974 abbinando la capacità per otto passeggeri alla capacità di combustibile tale da permettere al modello di rimanere in volo senza sosta per 6 300 km (3 400 nm), primo velivolo aziendale ad assicurare la possibilità di effettuare una rotta transatlantica in conformità con le norme inerenti al trasporto pubblico.
Il progetto era inerente ad un velivolo di dimensioni compatte caratterizzato da un'ala a freccia montata bassa, impennaggio cruciforme con piani orizzontali anch'essi a freccia e impianto propulsivo affidato a tre turboventole Garrett TFE 731-3 da 16,48 kN (1 680 kg) ciascuna posizionate due ai lati della parte posteriore della fusoliera ed il terzo alla base dell'impennaggio.
Il prototipo del Falcon 50 venne portato in volo per la prima volta il 7 novembre 1976, sulla pista dell'aeroporto di Bordeaux-Mérignac, con ai comandi Hervé Leprince-Ringuet e Gérard Joyeuse. Benché le prove di volo si fossero rivelate soddisfacenti si avviò uno sviluppo sostituendo l'originale ala con una diversa, dotata di nuovo profilo alare ed ottimizzata per ridurre gli effetti della zona supercritica.
La produzione in serie venne pianificata nel novembre 1976, dopo un accordo stipulato tra governo francese, Dassault Aviation e Société nationale industrielle aérospatiale (SNIAS), dove la prima si sarebbe occupata della realizzazione, negli stabilimenti di Colomiers, della maggior parte del velivolo e dell'assemblaggio finale mentre la seconda, negli stabilimenti di Saint-Nazaire, del 55% della cellula. I collaudi si sarebbero poi effettuati presso Mérignac.
Nel frattempo procedeva lo sviluppo del prototipo modificato che, nuovamente ai comandi di Leprince-Ringuet e Joyeuse, si staccò da terra il 6 maggio 1977 a Istres, confermando positivamente le speranze dell'ufficio tecnico di progettazione. Il Falcon 50 ottenne la certificazione il 27 febbraio 1979 divenendo così il primo velivolo mondiale offerto sul mercato dell'aviazione civile dotato di ala a profilo supercritico.
L'interesse dimostrato sul mercato del Falcon 50 consigliò la Dassault a sviluppare ulteriormente il modello, introducendo il Falcon 50EX, attualmente in produzione, caratterizzato da alcune migliorie che riguardarono principalmente l'impianto motore e l'avionica.

## Versioni
Falcon 50
prima versione business jet prodotta in serie,
Falcon 50EX
La designazione Falcon 50EX per il Falcon 50 non corrisponde alla designazione di un nuovo modello; è solamente la designazione commerciale del Falcon 50 con le sei seguenti importanti modifiche implementate:
- M1810: new engines - assembly line configuration - TFE 731-40
- M1939: new engines control EIED
- M1890: new avionics - EFIS
- M1940: bleed air system computer
- M2159: ADC New calibration (Reduce Vertical Separation Minimum)
- M1200: increase of rudder control authority

Il Falcon 50EX è stato introdotto nel 1995 e certificato nel 1996, è equipaggiato con nuova avionica e nuovi motori che ne incrementano le prestazioni rispetto al precedente modello.
Falcon 50 Surmar
versione militare da pattugliamento marittimo, ricerca e salvataggio, equipaggiata con un rilevatore infrarosso FLIR.

## Utilizzatori

### Militari

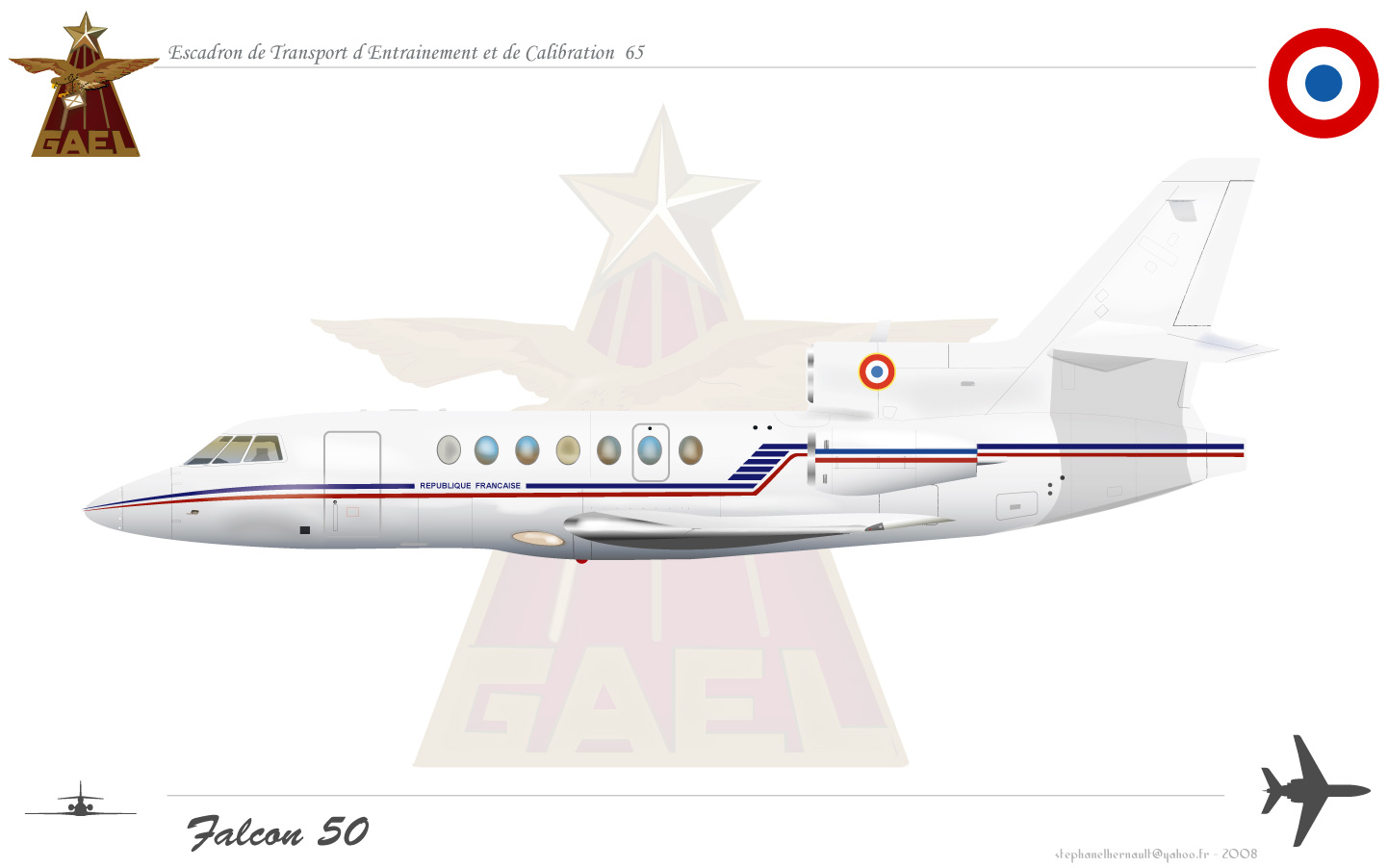
Profilo del Falcon 50 appartenente all'ETEC 65 della francese Armée de l'air.

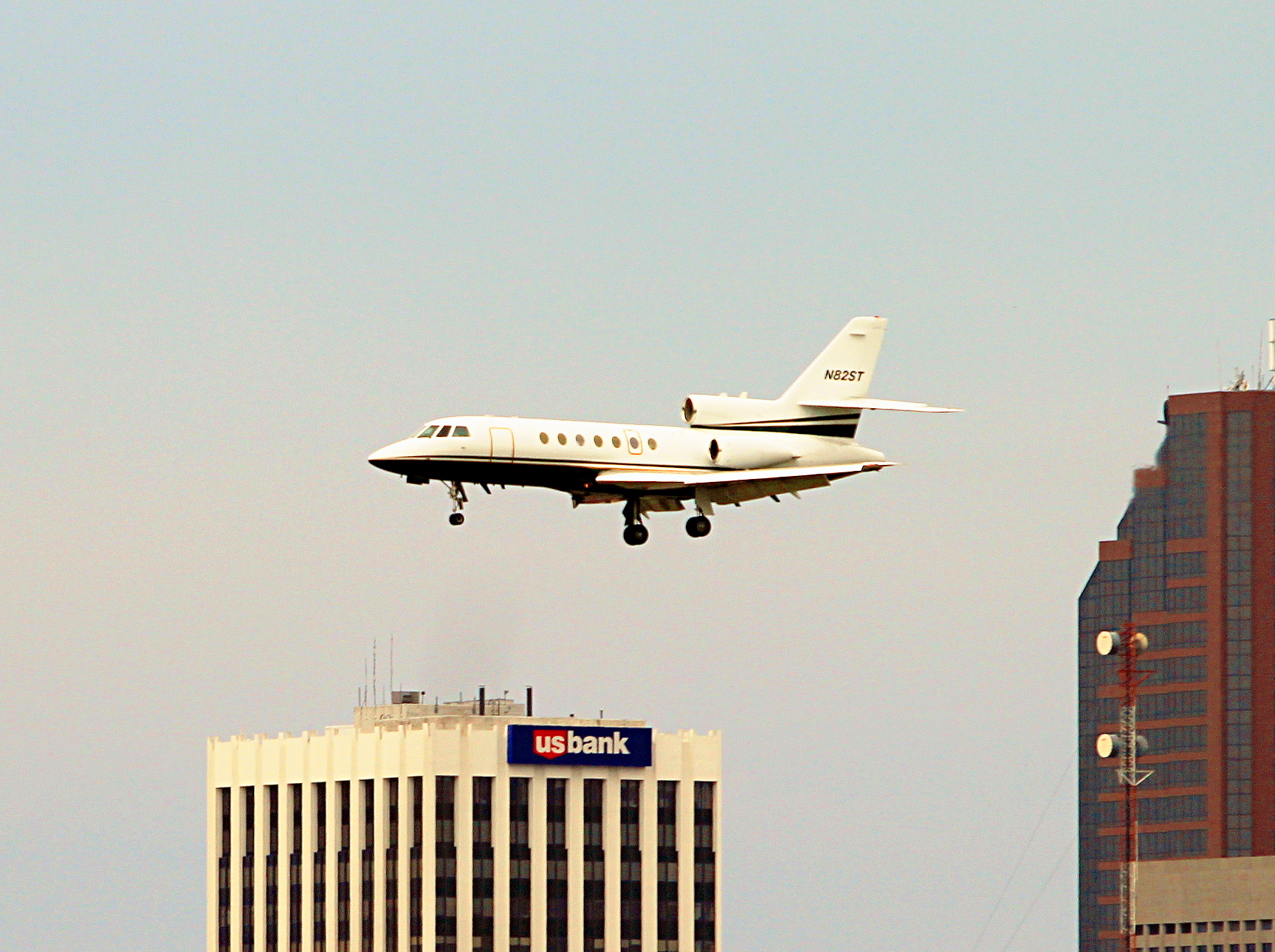
Il Falcon 50 marche N82ST in fase di atterraggio al Minneapolis-St Paul Int'l Airport - St Paul Downtown Holman Field

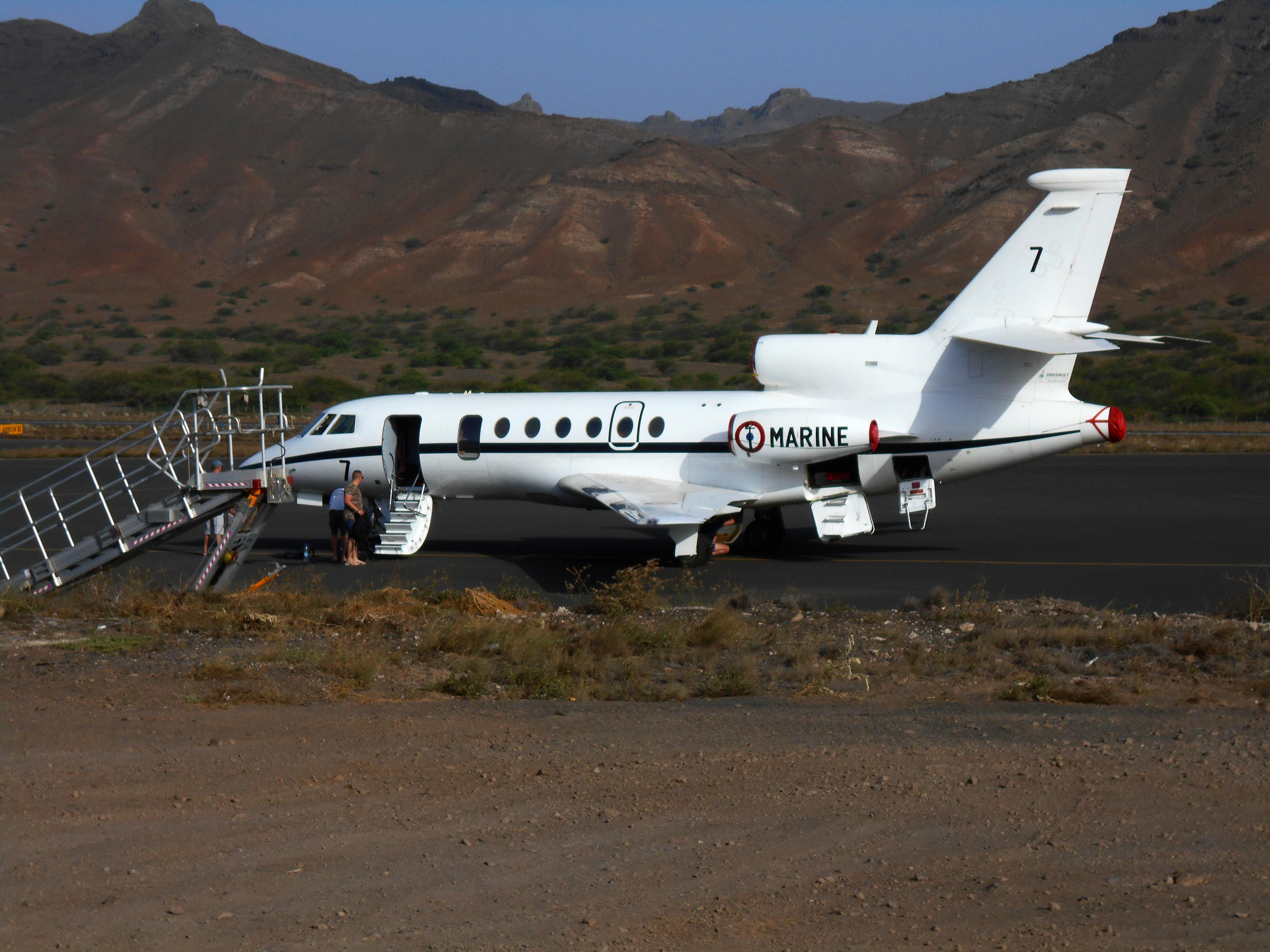
Dassault falcon 50 SURMAR della marina francese nell'Aeroporto de Cesária Évora a Capo Verde

Burundi
- Armée Nationale du Burundi

1 Falcon 50 consegnato ed ancora in servizio all'agosto 2017.
 Francia
- Armée de l'air (5/F-RAFI - 78/F-RAFJ - 27/F-RAFK - 34/F-RAFL)
  - Escadron de Transport, d'Entraînement et de Calibration 00.065 "GAËL" (ETEC) sulla BA 107 "Sous-lieutenant Dorme" de Villacoublay dal febbraio 1979 al 5 maggio 2010
- Aéronautique navale

4 Falcon 50Mi equipaggiati per missioni SAR e 4 Falcon 50Ms da trasporto VIP, convertiti, dal 2019, anch'essi alle missioni SAR.
Surmar (7 - 30 - 36 - 132)
- - Flottille 24F sulla BAN Lann-Bihoué dal 2000

 Gibuti
- Force Aérienne du Djibouti

operò con un esemplare tra il 1981 ed il 2004.
 Giordania
- Al-Quwwat al-Jawwiyya al-malikiyya al-Urdunniyya

 Iran
- Niru-ye Havayi-ye Artesh-e Jomhuri-ye Eslami-e Iran

  Iraq
- Al-Quwwat al-Jawwiyya al-'Iraqiyya

operò con quattro Falcon 50, tra il 1982 ed il 1997.
 Italia
- Aeronautica Militare
  - 31º Stormo

4 Falcon 50 (matricola da MM62026 a MM62029) ricevuti a partire dal 27 novembre 1985. Utilizzati nel 31º Stormo, principalmente nel ruolo di aeroambulanza, due dei quali sostituiti nel 2006 da due Falcon 900 EASy.
 Jugoslavia
 Libia
- Al-Quwwat al-Jawwiyya al-Libiyya

 Marocco
- Forces royales air

opera con un Falcon 50.
 Portogallo
- Força Aérea Portuguesa

 Ruanda
- Force Aérienne Rwandaise

 Spagna
- Ejército del Aire

 Sudan
- Al-Quwwat al-Jawwiyya al-Sudaniyya

opera con un esemplare, ex marche civile HB-IEP ora T-783, acquisito ufficialmente nel 1996. 1 in servizio al luglio 2019.
 Venezuela
- Aviación Militar Venezolana

 Sudafrica
- Suid-Afrikaanse Lugmag

opera con due Falcon 50 come aereo da trasporto VIP.

## Velivoli comparabili
- Dassault Falcon 7X